# Aeropuerto de Diu
El Aeropuerto de Diu (IATA: DIU, OACI: VA1P) se encuentra en Diu en el Territorio Anexionado de Damán y Diu, India. Además de a Diu, también atiende a los territorios vecinos de Gujarat, incluyendo Veraval y Jafrabad.

## Aerolíneas y destinos
| Aerolíneas   | Destinos         |
| ------------ | ---------------- |
| Alliance Air | Bombay           |
| IndiGo       | Ahmedabad, Surat |

## Estadísticas
Ver fuente y consulta Wikidata.